# Marie de Benardaky
Marie de Benardaky (Maria de Benardakya, palais de Pavlovsk (Russie), 28 juillet 1874 - Paris, 28 août 1949), est une femme du monde, célèbre pour avoir été un amour d'enfance de Marcel Proust et le modèle de deux personnages de fiction de cet écrivain.

## Biographie
Marie naît en 1874 au Palais de Pavlovsk en Russie, elle est la fille de Nicolas de Bénardaky (1838 - 27 septembre 1909), conseiller d'État de Russie, officier de la Légion d'honneur et d'Esther Maria Pavlovna de Leybrock  (1855-1913) , et la sœur aînée d'Hélène,  dite Nelly (1875-?), qui se marie avec Antoine, vicomte de Contades et de Dimitri (1895-1915), engagé volontaire et tué dans les rangs de l'armée française durant la Première Guerre mondiale. Ses parents tiennent salon dans leur hôtel particulier parisien, au 65 de l'ancienne rue de Chaillot, où Tchaïkovsky se produit à plusieurs reprises. Une de ses tantes, Véra de Bénardaky (1842-1919), qui épouse en 1862 le baron Charles de Talleyrand-Périgord, est une femme de lettres connue pour son salon. 
Elle épouse en 1898 le prince Michel Radziwill (1870-1955), qui la frappe au point de lui avoir cassé une jambe. Le mariage est annulé en 1915. Ils ont néanmoins eu deux enfants : Antoni (1899-1920) et Leontyna (1904-1995).

## Un amour d'enfance
C'est dans les jardins des Champs-Élysées, situés sur le côté droit en montant dans la première partie de l'avenue jusqu'au rond-point, là où aujourd'hui se trouve l'Allée Marcel-Proust (baptisée ainsi en 1969), que le jeune Marcel rencontrait des camarades de jeux durant les années 1882-86. Condisciples du lycée Condorcet, garçons du quartier, et quelques fillettes accompagnées de leur gouvernante. Parmi elles, Antoinette et Lucie Faure, filles du futur président de la République Félix Faure, alors député du Havre, et deux sœurs du grand monde, d'origine étrangère, Nelly et Marie de Benardaky.
Marcel Proust y rencontre Marie en juillet 1886. Il la présentera plus tard comme « l'ivresse et le désespoir de son enfance » car il ne déclara pas sa passion à la jeune fille, puis la perdit de vue.